# 神山寛
神山 寛（かみやま ひろし、1932年（昭和7年）9月24日 - 2018年（平成30年）1月17日）は、日本の俳優。最終所属事務所は劇団俳優座。神奈川県出身。
2018年1月17日、膵臓癌のため死去。85歳没。

## 出演

### 舞台
- 華岡青洲の妻
- 上杉鷹山
- 桜の園
- 坊っちゃん
- 朗読「戦争とは…」
- ユーリンタウン（宮本亜門演出）
- 風薫る日に

### 映画
- 森は生きている（1956年）
- 太陽の王子 ホルスの大冒険（1968年、アニメ映画） - 村人B 役[2]
- わるいやつら（1980年） - 粕谷事務長 役
- 疑惑（1982年） - 弁護士会幹部 役
- 伊能忠敬-子午線の夢-（2001年）
- 不撓不屈（2006年） - 大森昇二 役

### テレビドラマ
- 風光る（1954年、NHK）
- 東京の虹（1957年、NHK）
- 屋上の狂人（1957年、NHK）
- ここに人あり（1958年、NHK）
- たんすのたんぼ〜日本の民話〜（1958年、NHK）
- まむし（1958年、NTV）
- 敏腕記者（1958年、KR）
- 貸別荘とお嬢さん（1958年、NHK）
- 裁判 これは安楽死だ （1958年、KR）
- ある高校生の死（1959年、NHK）
- ダイヤル110番（1959年、1962年、NTV）
- 平和屋さん（1959年、NHK）
- やと（1960年、KR）
- 小島のバク（1960年、TBS）
- 八丈でんぐ（1960年、TBS）
- わが町の歌（1961年、NHK）
- おばあちゃんの神様（1961年、NHK）
- 青春の群像（1963年、NHK）
- 不如帰（1963年、NHK）
- 事件記者（1964年、1965年、NHK）
- 判決（1965年、NET）
- 泣いてたまるか 第25話「あゝ純情くん」（1966年、TBS）
- 記念樹（1966年、TBS）
- 剣 第七回「待伏せ」（1967年、NTV）
- 3人家族（1968年、TBS）
- 鬼平犯科帳 第1シリーズ 第52話「乞食坊主」（1970年、NET / 東宝）‐ 鹿川の惣助 役
- 大空を駈ける日（1971年、RKB）
- 天皇の世紀 第二回 「野火」（1971年、ABC）
- 子連れ狼 第2部 第14話「折助号衣」（1974年、NTV） - 兵右衛門 役
- 大盗賊 第10回（1974年、CX）
- 座頭市物語 第26話（最終回）「ひとり旅」（1975年、フジテレビ）
- 江戸の旋風（1975年、CX）
- NHK大河ドラマ
  - 元禄太平記（1975年、NHK） - 栗崎道有 役
  - 元禄繚乱（1999年、NHK） - 大久保加賀守忠朝 役
  - 葵 徳川三代（2000年、NHK） - 前田玄以 役
- 破れ傘刀舟 悪人狩り 第64話「悪徳の勲章」（1975年、NET） - 中村喜一郎 役
- 鬼平犯科帳 第26話「密偵たちの宴」（1975年、NET / 東宝）　※丹波哲郎版
- 水戸黄門 第7部 第11話「津軽こぎん -弘前-」（1976年8月2日、TBS / C.A.L） - 津軽利直 役
- 宇宙鉄人キョーダイン 第24話「気をつけろ! 宇宙ゼミが人を喰う!!」（1976年、9月10日、MBS） - 宏の父 役
- Gメン'75（TBS）
  - 第111話「Gメン対県警女子大生殺し」（1977年） - 佐野谷駐在・巡査
  - 第169話「深夜バス乗客大量殺人事件」（1978年） - 関東警察病院医師
- 太陽にほえろ! （NTV）
  - 第285話「母の香り」（1978年） - 谷川社長
  - 第304話「バスジャックの日」（1978年） - 大木省吾
  - 第404話「鍵のかかった引き出し」（1980年） - 久保
  - 第587話「殺人広告」（1984年） - 神村俊雄
  - 第628話「ヒーローになれなかった刑事」（1984年） - 折原修一
- 大江戸捜査網 第335話「隠密変化! 謎の女」（1978年、12ch） - 片桐十郎太 役
- 大空港 第30話「女囚304号脱獄指令!」（1979年、CX） - 本庁刑事 役
- 桃太郎侍 第155話「べらんめえ姫君」（1979年、NTV）
- 土曜ワイド劇場（ANB）
  - 帝銀事件 大量殺人・獄中32年の死刑囚（1980年、松竹）
  - 松本清張の風の息（1982年、松竹）
- 新五捕物帳 第174話「涙の宮参り」（1982年、NTV） - 大月 役
- 大奥 第1話「大奥誕生」（1983年、KTV） - 林羅山 役
- 必殺仕事人IV 第1話「主水悲鳴をあげる!」（1983年） - 長坂平馬 役
- ニュードキュメンタリードラマ昭和 松本清張事件にせまる 第3回「焼跡のクリスマス 戦後を駆けぬけた男」（1984年、ANB）
- 特捜最前線 第403話「死体番号6001のミステリー!」（1985年、ANB）
- 事件の女たち「父は戦争に行った」（1988年、TX・仕事）
- 捜査検事・右近誠の殺人調書(2)（2000年、ANB）
- 北朝鮮拉致・めぐみ、お母さんがきっと助けてあげる（2003年、TX） - 浜本雄幸 役
- 教授検事・東京地検特捜部（2004年、TBS）
- 捜査検事・右近誠の殺人調書(3)（2005年、EX）
- 熱血ニセ家族（2007年、TBS） - 楠木捨三 役
- NHKスペシャル「ドキュメンタリードラマ 働き盛りのがん」（2009年、NHK総合テレビジョン）

### 吹き替え
- 名ばかりの妻(日本未公開、NHK放送時題名、原題:"In Name Only") (アレック【ケイリー・グラント】)